# Coucy, Ardennes
Coucy là một xã trong tỉnh Ardennes, thuộc vùng Grand Est của nước Pháp, có dân số là 488 người (thời điểm 1999).

## Thông tin nhân khẩu
| 1962 | 1968 | 1975 | 1982 | 1990 | 1999 |
| ---- | ---- | ---- | ---- | ---- | ---- |
| 378  | 406  | 385  | 460  | 478  | 488  |